# História do Oeste
História do Oeste (no original italiano, Storia del West), é uma série de quadrinhos de faroeste  ou western, criada pelos artistas italianos Gino D'Antonio e Renzo Calegari em junho de 1967. Foi publicada pela Araldo Editore (hoje Sergio Bonelli Editore), com o total de publicações chegando ao número 73 (com 98 páginas cada). Numa segunda reimpressão, a série foi ampliada para 75 publicações. A série original foi encerrada em dezembro de 1980. Outro desenhista da série foi Sergio Tarquinio.
As aventuras contam a saga das famílias MacDonald e Adams, começando o número um com a participação de um membro dos MacDonald, Brett, na célebre Expedição de Lewis & Clark em 1803-1806. A série avança pelos principais fatos da História do Oeste estadunidense (Corrida do Ouro da Califórnia, Álamo, Guerras indígenas, etc), chegando até o ano de 1880. Aparecem nas histórias vários personagens que existiram realmente, como Wild Bill Hickok, Buffalo Bill, Calamity Jane e Kit Carson (que não é o do Tex). Dentro os índios figuram Touro Sentado, Cavalo Louco e Geronimo.
No Brasil, os quadrinhos foram publicados pela EBAL, na revista trimestral chamada Epopéia-Tri por volta de 1970, um nova versão da revista Epopéia, surgida em 1952 como uma revista que publicava narrativas sobre a história do Mundo. A revista depois passou para mensal, passando a denominar-se simplesmente Epopéia. Teve uma segunda edição.
A Editora Record republicou parcialmente a série a partir de 1991, dando-lhe o nome de "A História do Oeste".
Em 2023, a Editora Saicã republicará a saga do clã Macdonald.

## Publicações
- Série Ebal (ET - Revista Epopéia Tri)
- ET 001 - Rumo ao desconhecido, 1970 - teve 2ª ed.
- ET 002 - O grande rio - teve 2ª ed.
- ET 003 - Álamo - teve 2ª ed.
- ET 004 - Comancheiros - teve 2ª ed.
- ET 005 - A conquista da Califórnia - teve 2ª ed.
- ET 006 - As caravanas partem - teve 2ª ed.
- ET 007 - A conquista do ouro - teve 2ª ed.
- ET 008 - A patrulha - teve 2ª ed.
- ET 009 - As grandes planícies - teve 2ª ed.
- ET 010 - A Wells Fargo - teve 2ª ed.
- ET 011 - Kansas - teve 2ª ed.
- ET 012 - Céu vermelho - teve 2ª ed.
- ET 013 - A última caçada - teve 2ª ed.
- ET 014 - Os informantes
- ET 015 - Horizonte perdido
- ET 016 - A diligência - teve 2ª ed.
- ET 017 - Águas mortas - teve 2ª ed.
- ET 018 - Os Dakotas
- ET 019 - A longa cavalgada
- ET 020 - Chamas da terra - teve 2ª ed.
- ET 021 - Terra violenta - teve 2ª ed.
- ET 022 - A Ponte - teve 2ª ed.
- ET 023 - Prisioneiros da glória
- ET 024 - Trombetas ao entardecer
- ET 025 - Os guerrilheiros
- ET 026 - Veneno amarelo
- ET 027 - Os abutres
- ET 028 - Sand Creek
- ET 029 - O grito dos Apaches
- ET 030 - Abilene
- ET 031 - Campo de batalha - teve 2ª ed.
- ET 032 - Sem lei - teve 2ª ed.
- ET 033 - A Estrada de Ferro
- ET 034 - O grande desafio
- ET 035 - Lua Comanhe
- ET 036 - A noite dos vigilantes
- ET 037 - A cidade fantasma
- ET 038 - Os soldados do cão - teve 2ª ed.
- ET 039 - Os mercenários
- ET 040 - Montanhas resplandescentes
- ET 041 - Red river
- ET 042 - A longa costa
- ET 043 - A lei da violência
- ET 044 - O homem da fronteira
- ET 045 - Os caçadores de índios
- ET 046 - A semente do ódio
- ET 047 - O rio perdido
- ET 048 - Gente da pior espécie
- ET 049 - Os conquistadores
- ET 050 - Verdes pastos
- ET 051 - A trilha dos ladrões
- ET 052 - Sangue de guerreiro
- ET 053 - Homens violentos
- ET 054 - Grito de guerra
- ET 055 - O dia do massacre
- ET 056 - Oklahoma
- ET 057 - As colinas de ouro
- ET 058 - Dia de glória
- ET 059 - Vento de Outono
- ET 060 - Trilhas selvagens
- ET 061 - A longa marcha
- ET 062 - O caminho do Inferno
- ET 063 - Rio Grande
- ET 064 - Os cavaleiros
- ET 065 - Amarga vitória
- ET 066 - O último Apache
- ET 067 - Golpe por golpe
- ET 068 - A Oeste de Pecos
- ET 069 - Os combatentes
- ET 070 - Vento quente
- ET 071 - Cruz de fogo
- ET 072 - Inferno branco
- ET 073 - O Fim do caminho, out/87